# Ivan Eklind
Ivan Henning Hjalmar Eklind (Stockholm, 15 oktober 1905 – aldaar, 23 juli 1981) was een voetbalscheidsrechter uit Zweden die bekendheid verwierf met het arbitreren van de WK-finale van 1934 tussen Italië en Tsjecho-Slowakije in Rome. Hij is met een leeftijd van 29 jaar de jongste scheidsrechter die een WK-finale mocht leiden.

## Carrière
Eklind leidde de halve finale Italië - Oostenrijk (1-0) van het WK van 1934, evenals de finale die Italië met 2-1 won van Tsjecho-Slowakije. Na afloop kreeg hij hevige kritiek omdat hij met zijn beslissingen het Italiaanse team bevoordeeld zou hebben. Volgens journalist John Molinaro zou Eklind de Italiaanse fascistische dictator Benito Mussolini hebben ontmoet voordat hij de halve finale en finale van Italië leidde.
Eklind leidde 6 WK-wedstrijden, verdeeld over 3 toernooien (1934-1950) (een als assistent-scheidsrechter op het WK 1938), waaronder de overwinning van Brazilië tegen Polen in Straatsburg, waarin 11 doelpunten werden gescoord, en een wedstrijd in Groep A op het wereldkampioenschap voetbal 1950.